# Jerzy Szmyd
Jerzy Szmyd (ur. ?) – polski działacz samorządowy i społeczny, w latach 1975–1982 prezydent Tarnowa.

## Życiorys
Ukończył studia magisterskie. W latach 50. wybrany do władz Tarnowskiego Towarzystwa Przyjaciół Węgier, krótkotrwałego ruchu powstałego dla wsparcia powstania węgierskiego z 1956. Należał także do założycieli Tarnowskiej Spółdzielni Mieszkaniowej. Działał w Polskiej Zjednoczonej Partii Robotniczej, od 1975 był członkiem jej Komitetu Wojewódzkiego w Tarnowie. W latach 1975–1982 zajmował stanowisko prezydenta Tarnowa. Za jego kadencji m.in. postawiono pomnik Józefa Bema.